# Athen Dipylon
Athen Dipylon är en fornlämning i Grekland.   Den ligger i prefekturen Nomarchía Athínas och regionen Attika, i den sydöstra delen av landet, i huvudstaden Aten. Athen Dipylon ligger 45 meter över havet.
Terrängen runt Athen Dipylon är kuperad norrut, men söderut är den platt.Runt Athen Dipylon är det mycket tätbefolkat, med 6 472 invånare per kvadratkilometer. Närmaste större samhälle är Aten, 0,19 km väster om Athen Dipylon. Runt Athen Dipylon är det i huvudsak tätbebyggt.